# احتلال الولايات المتحدة لهايتي 1915
بدأ احتلال الولايات المتحدة لهايتي 1915 في 28 يوليو 1915 ، عندما هبط 330 من مشاة البحرية الأمريكية في بورت أو برنس ، هايتي ، تحت سلطة الرئيس الأمريكي وودرو ويلسون ،وكانت قوات الغزو الأولى قد غادرت سفينة يو إس إس مونتانا في 27 يناير 1914،  وحدث هذا التدخل في أعقاب مقتل الرئيس الهايتي فيلبرون غيوم سام على أيدي المتمردين علي حكمه والغاضبين من جرائم القتل السياسية التي قام بها تجاه النخب المعارضة .

انتهى الاحتلال في 1 أغسطس 1934 ، بعد أن أعاد الرئيس فرانكلين روزفلت تأكيد اتفاق فك الارتباط الموقع في أغسطس 1933 وغادرت آخر فرقة من مشاة البحرية الأمريكية في 15 أغسطس 1934 ، بعد نقل رسمي للسلطة إلى الجيش الهايتي .
حثّ تنامي المصالح التجارية الأمريكية في هايتي على غزو البلاد واحتلالها لاحقًا. حدث تدخل يوليو بعد سنوات من الاضطراب الاجتماعي الاقتصادي داخل هايتي، والذي تُوّج باغتيال رئيس البلاد فيلبرون غيوم سام على يد المتمردين الذين أُثير غضبهم بعدما أمر الرئيس السابق بإعدام النخبة المعارضة.
ترأس هايتي 3 رؤساء إبان فترة الاحتلال، مع أن الولايات المتحدة حكمت البلاد حكمًا عرفيًا وفق نظام عسكري يقوده جنود المارينز والدرك الهايتي الذي أنشأته الولايات المتحدة. شهدت هايتي تمردين رئيسين إبان تلك الفترة، أديا إلى مقتل آلاف السكان وعددٍ من انتهاكات حقوق الإنسان -التعذيب والإعدامات الموجزة- على يد قوات المارينز والدرك. استُخدم نظام العمل سخرةً لتشييد عددٍ من مشاريع البنى التحتية الضخمة، شهدت وفاة المئات إلى آلاف العمال. استمر الوضع المعيشي الفقير لمعظم سكان هايتي في فترة الاحتلال، في حين وضعت الولايات المتحدة السلطة في أيدي أقلية منتقاة من الهايتيين، وهم أقلية المولاتو (الخلاسيين) الأثرياء المتأثرين بالثقافة الفرنسية.

## خلفية تاريخية
بدأ تمرد العبيد في عام 1791، وأدى انتصار الثورة الهايتية في عام 1804 إلى تخوّف الأمريكيين الذين يعيشون في جنوب الولايات المتحدة -المناصرين للعبودية- من إلهام العبيد الذين يعملون لديهم ووصول التمرد إليهم. أدت مشاعر الخوف التي انتابت ملّاك العبيد الأثرياء إلى توتر العلاقات بين الولايات المتحدة وهايتي. رفضت الولايات المتحدة بدايةً الاعتراف باستقلال هايتي، بينما طالب مناصرو العبودية تطبيق حظر تجاري على الدولة الكاريبية حديثة العهد. أدى نزاع التعويضات الهايتي -وهو نزاع افتعلته فرنسا عبر دبلوماسية مدافع الأسطول (استعراض القوة العسكرية) عام 1825 جراء خسارات فرنسا المالية إثر استقلال هايتي- إلى زعزعة استقرار هايتي لأن البلاد استغلّت 8% من ثروتها لدفع ديونها إلى الدول الأجنبية بحلول أواخر العقد الأول من القرن التاسع عشر.
أبدت الولايات المتحدة اهتمامها بالهيمنة على هايتي في العقود التي تلت استقلالها عن فرنسا. كانت هايتي سبيلًا «لتأمين المصالح الدفاعية والاقتصادية الأمريكية في الهند الغربية» وفقًا لوزارة الخارجية الأمريكية، فبدأ الرئيس أندرو جونسون مساعي ضم جزير هيسبانيولا عسكريًا، والتي تشمل بدورها دولة هايتي، في عام 1868. وقعت حادثة مول سانت نيكولاس بعدما طلب الرئيس الأمريكي بنجامين هاريسون -بناءً على نصيحة وزير الخارجية جيمس جي بلين- من لواء البحرية بانكروفت جيراردي إقناع رئيس هايتي الجديد، فلورفيل إيبوليت، توقيع عقد إيجار مع الولايات المتحدة للحصول على ميناء مول سانت نيكولاس. بعد تطبيق دبلوماسية مدافع الأسطول على هايتي، وصل جيراردي على متن الطراد يو إس إس إس فيلادلفيا، برفقة أسطوله، إلى العاصمة الهايتية بورت أو برانس للمطالبة باستحواذ الولايات المتحدة على ميناء مول سانت نيكولاس. رفض الرئيس إيبوليت إبرام أي اتفاقية بعدما أثار وصول الأسطول غضب الهايتيين، وكتبت صحيفة نيويورك تايمز أن «سكان هايتي، الذين يفكرون بصورة شبه همجية، عدّوا وصول السفينة بمثابة تهديد بالعنف». قال جيراردي في مقابلة مع صحيفة نيويورك تايمز، بعد عودته إلى الولايات المتحدة عام 1891، أن هايتي ستشهد مزيدًا من الاضطرابات في فترة قصيرة، ما ينبئ بخضوع حكومات هايتي اللاحقة إلى مطالب الولايات المتحدة.
أثرت السياسة المعروفة باسم لازمة روزفلت على العلاقات بين هايتي والولايات المتحدة أيضًا. بحلول عام 1910، منح الرئيس ويليام هوارد تافت دولة هايتي قرضًا كبيرًا لدفع ديونها الخارجية، وأثبت القرض عدم جدواه لاحقًا نتيجة حجم الدين الكبير.

### الوجود الألماني
لم تهتم الولايات المتحدة بتأثير فرنسا، لكن الوجود الألماني في هايتي أثار بعض الشكوك. تدخلت ألمانيا في هايتي، كفضيحة لودرز في عام 1897 على سبيل المثال، ومارست تأثيرها على باقي دول الكاريبي إبان العقود القليلة السابقة. تزايد العداء الألماني للهيمنة الأمريكية على المنطقة بعد تطبيق مبدأ مونرو أيضًا.
انعكست مخاوف الولايات المتحدة من الطموحات الألمانية على هيئة توجسٍ وتنافسٍ بين رجال الأعمال الأمريكيين والمجتمع الألماني الصغير في هايتي، والذي لم يزد عدد أفراده عن 200 شخص في عام 1910، لكنه امتلك سلطة اقتصادية لا تتناسب كميتها مع عدده. سيطر الألمان على نحو 80% من تجارة البلاد الخارجية. امتلكوا منشآت في كاب هايتيان وبورت أو برانس، من بينها الرصيف البحري الرئيس وخط ترام في العاصمة، وكانوا مسؤولين عن تشغيل تلك المنشآت، علاوة على بناء سكة حديدية تخدّم سهل كول دو ساك.
كانت رغبة المجتمع الألماني بالاندماج في المجتمع الهايتي تفوق نظيرتها في أي مجموعة قوقازية أخرى، وتزيد عن رغبة الكثير من الفرنسيين أيضًا. تزوّج ألمانٌ كثر من عائلات مختلطة الجنس تنحدر من أصول إفريقية فرنسية. سمحت هذه الزيجات للألمان بتجاوز الحظر الدستوري المفروض على الأجانب، والذي يمنعهم من امتلاك الأراضي. احتفظ المقيمون الألمان بعلاقات قوية مع بلدهم الأم، وقدموا في بعض الأحيان مساعدة للجيش الألماني وشبكات الاستخبارات في هايتي. عمل الألمان أيضًا على توفير التمويل الرئيسي للكثير من ثورات البلاد، فأطلقوا قروضًا ذات معدلات فوائد مرتفعة لصالح الفصائل والأحزاب السياسية المنافسة.
أثارت الأهمية الاستراتيجية لهايتي والنفوذ الألماني هناك قلق الرئيس الأمريكي ويلسون في الفترة التي سبقت الحرب العالمية الأولى، وخشي من الوجود الألماني قرب منطقة قناة بنما.

### فترة عدم الاستقرار في هايتي
شهدت هايتي اضطرابات سياسية كبرى في العقود الأولى من القرن العشرين، وعانت بشدة من الديون الفرنسية والألمانية والأمريكية. يرجع السبب الأكبر لهذا الاضطراب إلى التدخل الأجنبي، والذي قادته المصالح الأمريكية والبريطانية والفرنسية والألمانية. برزت التوترات السياسية بين جماعتين في أغلب الأحيان: سكان هايتي المولاتو الأثرياء والناطقين بالفرنسية، الذين مثّلوا أقلية من السكان، وسكان هايتي الأفارقة الذين تحدثوا اللغة الكريولية الهايتية. أنجزت جيوشٌ ثورية مختلفة عدة انقلابات. تأسست تلك الجيوش على يد الكاكوس، وهي ميليشيات ريفية من جبال الشمال، استقرت على حدود الدومينيكان ذات المنافذ المتعددة، وتلقت تمويلها من طرف الحكومات الأجنبية لتنفيذ عمليات التمرد.

اندلعت حرب أهلية في عام 1902 بين حكومة بيير تيوما بوارون-كانال والجنرال بيير نورد ألكسيس من جهة، والمتمردين التابعين لأنتينور فيرمان من جهة أخرى، انتهت بوصول بيير نورد ألكسيس إلى منصب رئيس البلاد. خُلع ألكسيس عن السلطة في عام 1908، واستُبدل بسلسلة من الرؤساء الذين سرعان ما رحلوا عن مناصبهم: فجاء خليفته فرانسوا جيم انطوان سمعان عام 1911، ثم الرئيس سينسيناتوس ليكونت (1911-12) الذي لاقى حتفه جراء انفجار (مُتعمّد على الأرجح) في القصر الوطني، ثم ميشيل أوريست (1913-14) الذي طُرد إثر انقلاب عسكري، وخليفته أوريست زامور عام 1914 الذي طُرد من منصبه إثر انقلاب عسكري أيضًا. شهدت هايتي 7 رؤساء خلال الفترة الممتدة بين عامي 1911 و1915 جراء الاغتيالات السياسية والانقلابات والنفي القسري.

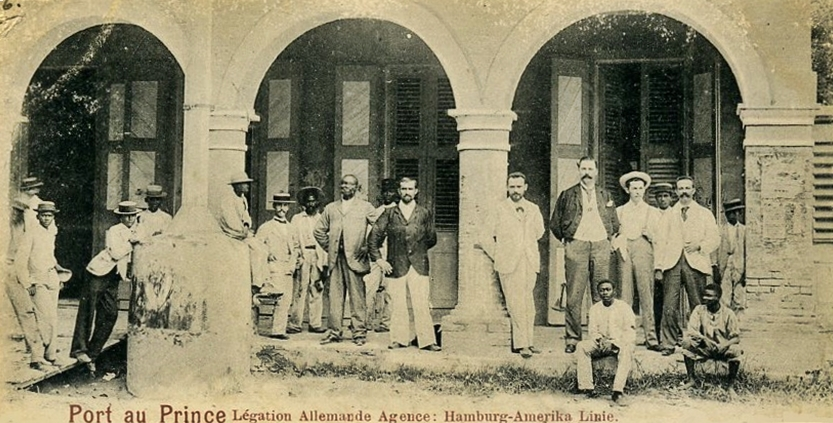
أفراد من الفرقة الألمانية وخط هامبورغ - أمريكا

## الأسباب
بين عامي 1911 و1915، كانت هايتي غير مستقرة سياسيًا، إذ أدت سلسلة من الاغتيالات السياسية والنفي القسري إلى تولي ستة رؤساء مناصبهم خلال هذه الفترة. وقامت جيوش ثورية مختلفة بالانقلابات. شُكلت كل منها من قبل الكاكوس، وهم ميليشيا الفلاحين من جبال الشمال، الذين قاموا بانتهاكات على طول الحدود الدومينيكية التي يسهل اختراقها. وكانوا قد جُندوا من قبل الفصائل السياسية المتنافسة بعد وعود بالحصول على المال، الذي سيُدفع بعد ثورة ناجحة، وفرص النهب.
كانت الولايات المتحدة متخوفة بشكل خاص من الأدوار (الحقيقية والمتخيلة) التي لعبتها ألمانيا الإمبراطورية في نصف الكرة الغربي. وبالسيطرة على تورتوجا (جزيرة السلاحف)، تدخلت في هايتي (انظر قضية لودرز) ودول الكاريبي الأخرى عدة مرات خلال العقود القليلة الماضية لممارسة نفوذها كقوة منافسة. كانت ألمانيا معادية بشكل متزايد لهيمنة الولايات المتحدة على المنطقة في ظل مبدأ مونرو. وفي الفترة التي سبقت الحرب العالمية الأولى، بدأ فهم الأهمية الاستراتيجية لجزيرة هيسبانيولا، وقوتها البشرية، وثروتها المادية، ومرافق الموانئ، من قبل جميع القوات البحرية العاملة في منطقة البحر الكاريبي تقريبًا، بمن فيهم ألمانيا والولايات المتحدة التي كانت ما تزال محايدة . استثمرت ألمانيا في جمع المعلومات الاستخباراتية والعسكرية عبر هيسبانيولا كجزء من شبكة أوسع من الاهتمام الألماني بأمريكا اللاتينية ومنطقة البحر الكاريبي خلال تسعينيات القرن التاسع عشر وحتى العقد الأول من القرن العشرين.
انعكس قلق الولايات المتحدة بشأن طموحات ألمانيا عبر الاستيعاب والتنافس بين رجال الأعمال الأمريكيين والجالية الألمانية الصغيرة في هايتي، التي على الرغم من أن عددها يبلغ نحو مئتي شخص فقط في عام 1910، لكنهم كانوا يتمتعون بقدر غير متناسب من القوة الاقتصادية. سيطر المواطنون الألمان على نحو 80% من التجارة الدولية للبلاد. كانوا يمتلكون ويشغلون مرافق في كاب هايتن وبورت أو برنس، ومن ضمنها الرصيف الرئيسي وطريق الترام في العاصمة، وبنوا السكك الحديدية التي تخدم سهل كول دي ساك.
كان المجتمع الألماني أكثر استعدادًا للاندماج في المجتمع الهايتي من أي مجموعة أخرى من الأجانب القوقازيين، حتى أكثر من الفرنسيين كثيري العدد هناك. تزوج بعض الألمان من أبرز العائلات في هايتي من «الأشخاص الملونين» (العرق المختلط من أصل إفريقي-فرنسي). مكنهم ذلك من تجاوز الحظر الدستوري على امتلاك الأجانب للأراضي. ومع ذلك، احتفظ السكان الألمان بعلاقات قوية مع وطنهم وساعدوا الجيش الألماني وشبكات الاستخبارات في هايتي في بعض الأحيان. وعملوا كممولين رئيسيين للثورات العديدة في البلاد، وتعويم القروض بأسعار فائدة عالية للفصائل السياسية المتنافسة. وبسبب هذا، باتوا يعتبرون تهديدًا للمصالح المالية لرجال الأعمال الأمريكيين. اعتقدت القيادة السياسية والعسكرية للولايات المتحدة أن الألمان الهايتيين كانوا مرتبطين بشكل مباشر بالحكومة في برلين.
في محاولة للحد من النفوذ الألماني، دعمت وزارة الخارجية الأمريكية في 1910-1911 قيام ائتلاف من المستثمرين الأمريكيين، برئاسة بنك مدينة نيويورك الوطني، للسيطرة على بنك هايتي الوطني. الذي كان البنك التجاري الوحيد للبلاد وكان بمثابة خزينة حكومة هايتي.
في ديسمبر 1914، بتشجيع من بنك المدينة الوطني وبنك هايتي الوطني (الذي كان يخضع مسبقًا لتوجيه أجنبي)، حجز الجيش الأمريكي على احتياطي الذهب الهايتي ونقله إلى قبو بنك المدينة الوطني في مدينة نيويورك.
في فبراير 1915، أسس جان فيلبرون غيوم سام، نجل رئيس هايتي السابق، ديكتاتورية. وكانت ذروة إجراءاته القمعية في 27 يوليو 1915، عندما أمر بإعدام 167 سجينًا سياسيًا، بمن فيهم الرئيس السابق زامور، الذي كان محتجزًا في سجن بورت أو برنس. أثار هذا غضب السكان، الذين ثاروا ضد حكومة سام بمجرد وصول أخبار عمليات الإعدام إليهم. سام، الذي لجأ إلى السفارة الفرنسية، أعدم من قبل حشد غاضب في بورت أو برنس بمجرد علمهم بالإعدامات.

## الغزو الأمريكي
اعتبرت الولايات المتحدة أن الثورة المعادية لأمريكا ضد سام تشكل تهديدًا للمصالح التجارية الأمريكية في البلاد، وخاصة شركة السكر الأمريكية الهايتية (هاسكو). عندما ظهر روزالفو بوبو المناهض للولايات المتحدة المدعوم من قبل الكاكوس كرئيس قادم لهايتي، قررت حكومة الولايات المتحدة التحرك بسرعة للحفاظ على هيمنتها الاقتصادية.
في 28 يوليو 1915، أمر الرئيس الأمريكي وودرو ويلسون 330 من مشاة البحرية الأمريكية المارينز باحتلال بورت أو برنس. أمر وزير البحرية قائد الغزو الأدميرال ويليام ديفيل بندي «بحماية المصالح الأمريكية والأجنبية». أراد ويلسون أيضًا إعادة كتابة الدستور الهايتي، الذي كان يحظر الملكية الأجنبية للأراضي، واستبداله بدستور يضمن السيطرة المالية الأمريكية. لتجنب الانتقادات العلنية، ادعى ويلسون أن الاحتلال كان كما قال الأدميرال كابرتون مهمة «لإعادة إرساء السلام والنظام، ولا علاقة له بأي مفاوضات دبلوماسية في الماضي أو المستقبل». حاول جندي هايتي واحد فقط، اسمه بيير سولي، مقاومة الغزو، وقُتل على يد قوات المارينز.
في 17 نوفمبر 1915، استولى جنود المارينز على حصن ريفيري، معقل متمردي الكاكوس، والتي شكلت نهاية حرب الكاكو الأولى.

## الملاحظات
1. ↑  "US Occupation of Haiti 1915-1934", History, United States Navy نسخة محفوظة 23 يوليو 2019 على موقع واي باك مشين.
2. ↑  "Jean Price-Mars", Lehman Center, City University of New York نسخة محفوظة 26 سبتمبر 2018 على موقع واي باك مشين.
3. ↑  Price-Mars، Jean (1983). So Spoke The Uncle. Washington, D.C.: Three Continents Press. ص. 1–221. ISBN:0894103903.
4. ↑  Alcenat, Westenly. "The Case for Haitian Reparations". Jacobin (بالإنجليزية الأمريكية). Archived from the original on 2021-11-15. Retrieved 2021-02-20.
5. ↑  "U.S. Invasion and Occupation of Haiti, 1915–34". وزارة الخارجية (بالإنجليزية). 13 Jul 2007. Archived from the original on 2021-10-09. Retrieved 2021-02-24.
6. ↑  Paul Farmer, The Uses of Haiti (Common Courage Press: 1994)
7. ↑  Occupation of Haiti, 1915–34, US Department of State نسخة محفوظة 9 أكتوبر 2021 على موقع واي باك مشين.
8. 1 2  Schmidt, 35.
9. ↑  Milieu، Richard (1976). "Protectorates: The U.S. Occupation of Haiti and the Dominican Republic" (PDF). قوات مشاة بحرية الولايات المتحدة. مؤرشف (PDF) من الأصل في 2021-06-02.
10. ↑  Heinl 1996، صفحة 791.
11. ↑  Occupation of Haiti, 1915-34 , US Department of State نسخة محفوظة 20 نوفمبر 2019 على موقع واي باك مشين.
12. ↑  Douglas, Paul H. from Occupied Haiti, ed. Emily Greene Balch (New York, 1972), 15–52 reprinted in: Money Doctors, Foreign Debts, and Economic Reforms in أمريكا اللاتينية. ويلمنغتون: Edited by Paul W. Drake, 1994.
13. ↑  Bytheway، Simon James؛ Metzler، Mark (2016). Central Banks and Gold: How Tokyo, London, and New York Shaped the Modern World. Cornell University Press. ص. 43. ISBN:9781501706509.
14. ↑  Millett، Allan Reed (1991). Semper Fidelis: The History of the United States Marine Corps. New York: Simon and Schuster. ص. 185. ISBN:9780029215968. مؤرشف من الأصل في 2020-04-27.
15. ↑  احتلال الولايات المتحدة لهايتي 1915, p.28
16. ↑  Pamphile، Léon Dénius (2008). Clash of Cultures :America's Educational Strategies in Occupied Haiti, 1915-1934. Lanham: University Press of America. ص. 22. ISBN:9780761839927.
17. ↑  Musicant, I, The Banana Wars, 1990, New York: Macmillan Publishing Co., (ردمك 0025882104)